# رادلووتسی
رادلووتسی (به بلغاری: Radlovtsi) یک منطقهٔ مسکونی در بلغارستان است که در شهرستان کیوستندیل واقع شده‌است.